# Lembras
Lembras är en kommun i departementet Dordogne i regionen Nouvelle-Aquitaine i sydvästra Frankrike. Kommunen ligger i kantonen Bergerac 2e Canton som tillhör arrondissementet Bergerac. År 2022 hade Lembras 1 255 invånare.

## Befolkningsutveckling
Antalet invånare i kommunen Lembras
Referens:INSEE